# Сикаре, Аугусто
Аугу́сто Ульдери́ко Сикаре́ (исп. Augusto Ulderico Cicaré, 25 мая 1937 — 26 января 2022) — аргентинский изобретатель, инженер и авиаконструктор, основатель и первый президент компании Cicaré Helicópteros S.A..

## Биография
Сикаре создал свой первый вертолёт Cicaré CH-1 в 1958 году. CH-1 был первым вертолётом, разработанным в Южной Америке. В 1972 году был представлен третий летательный аппарат — Cicaré CH-3.
В конце 1960-х изобретатель разработал 4-тактный V-образный двигатель для автомобилей DKW, протестированный аргентинским гонщиком Хуаном Мануэлем Фанхио. Также была разработана спортивная версия, но банкротство DKW привело к закрытию проекта.
Сикаре разработал прототипы вертолётов итальянской фирмы «Heli-Sport» CH-7 Angel и 2-местный CH-7 Kompress, совместно с Деннисом Феттерсом Mini-500, Voyager-500.
В настоящее время изобретатель продолжает работать в области проектирования авиации: в 2010 году были представлены сверхлёгкие вертолёты Cicaré CH-7B и Cicaré CH-12 и вертолётный симулятор Cicaré SVH-3, который был объявлен национальным изобретением Аргентины года в 1998.

## Награды и звания
В 1987 году Аугусто Сикаре был награждён высшей премией аргентинских изобретателей — Призом Хуана Мануэля Фанхио.
В 1970 году был объявлен одним из десяти самых выдающихся молодых людей Аргентины, а в 1996 его назвали Другом Фуэрса Аэреа.
В 1999 году дорогу в Саладильо назвали в честь Аугусто Сикаре.